# Teddy Cardama
Teddy Armando Cardama Sinti, né le 15 août 1966 à Iquitos au Pérou, est un entraîneur péruvien de football.

## Biographie

### Carrière de joueur
Formé dans les catégories de jeunes du Sporting Cristal, Cardama y fait ses débuts professionnels en 1984. Après des passages par l'UT Cajamarca et l'Atlético Grau, il revient au Sporting Cristal où il met fin à sa carrière en 1990, à seulement 23 ans, en raison d'une blessure au genou.

### Carrière d'entraîneur
Cardama fait ses débuts aux côtés de son beau-père, Alberto Gallardo, ancienne gloire du Sporting Cristal, dans les divisions inférieures dudit club. En 1996, il dirige le Coronel Bolognesi en Copa Perú (D3 péruvienne).
En 1999, il devient sélectionneur de l'équipe olympique du Pérou, mais échoue dans sa tentative de qualifier l'équipe aux Jeux olympiques de Sydney. Cela ne l'empêche pas d'être nommé, en parallèle, entraîneur-adjoint de Francisco Maturana, sélectionneur du Pérou.
Le 20 septembre 2000, il prend les rênes du Sport Boys, succédant à Ramón Mifflin. Il dirige par la suite, sans grand succès, l'Universitario de Deportes et Cienciano del Cusco. Entre 2005 y 2006, il est à la tête du FBC Melgar avec des résultats en dents de scie qui précipitent son départ, le 5 avril 2006. Il finit l'année au José Gálvez FBC.
Entre 2011 et 2014 on le retrouve au León de Huánuco, Cobresol puis à Los Caimanes, club de D2 qu'il parvient à faire accéder à l'élite en 2013. En octobre 2016, il est nommé à la tête du Carlos A. Mannucci.
En 2020, il revient au Sport Boys qu'il sauve de la relégation en 2e division. Il est cependant destitué après la 7e journée du championnat 2021.

#### Alianza Atlético
C'est à l'Alianza Atlético de la ville de Sullana (nord du Pérou) que Cardama va parapher ses plus belles pages d'entraîneur. En effet il y effectue plus de 70 % de sa carrière dans ce club où il arrive pour la première fois en 1997. En 2002, il ne peut emmener le club à la Copa Libertadores alors qu'en 2004, il dispute la Copa Sudamericana et est éliminé au deuxième tour. 
En 2009, il dispute une deuxième fois la Copa Sudamericana (élimination en 8e de finale), mais connaît plus de difficultés en championnat où il arrache le maintien à la dernière journée. En 2010 il est licencié puis réintégré dans ses fonctions en moins de deux mois, apparemment en raison de problèmes avec son staff technique.
En 2015 il est rappelé encore une fois pour prendre en charge l'équipe. Même s'il assure le maintien à la fin de la saison, il est remplacé en décembre 2015 par l'Uruguayen Gustavo Roverano.

## Palmarès d'entraîneur
Los Caimanes
- Championnat du Pérou D2 (1) :
  - Champion : 2013.